# Donje Ledenice
Donje Ledenice är ett samhälle i Bosnien och Hercegovina.   Det ligger i entiteten Federationen Bosnien och Hercegovina, i den nordöstra delen av landet, 120 km norr om huvudstaden Sarajevo. Donje Ledenice ligger 97 meter över havet och antalet invånare är 720.
Terrängen runt Donje Ledenice är platt åt nordost, men åt sydväst är den kuperad.Närmaste större samhälle är Gradačac, 4,1 km söder om Donje Ledenice.
Trakten runt Donje Ledenice består till största delen av jordbruksmark. Runt Donje Ledenice är det ganska tätbefolkat, med 93 invånare per kvadratkilometer.